# Phổ Ninh, Yết Dương
Phổ Ninh (chữ Hán giản thể: 普宁市) là một thành phố cấp phó địa nằm ở địa cấp thị Yết Dương, tỉnh Quảng Đông, Cộng hòa Nhân dân Trung Hoa. Thành phố Phổ Ninh có diện tích 1.620 km², dân số năm 2001 là 1,99 triệu người. Mã số bưu chính là 515300, mã vùng điện thoại là 0663. Chính quyền thành phố đóng tại trấn Lưu Sa. Về mặt hành chính, Phổ Ninh này được chia thành 22 trấn, 3 hương và 3 nông trường quốc doanh.